# ミシェル・メルシェ (俳優)
ミシェル・メルシェ（Michèle Mercier、本名はJocelyne Yvonne Renée Mercier、1939年1月1日 - ）は、フランス・ニース出身の女優。

## 主な出演作品
- 非情 1957年
- この世の天使 1959年
- 狂乱のボルジア家 1959年
- ピアニストを撃て 1960年
- さよならをもう一度 1961年
- アラジンと女盗賊 1961年
- 大山賊 1961年
- 皆殺しのシンフォニー 1963年
- 可愛い悪女 1963年
- 四次元の情事 1963年
- アンジェリク はだしの女侯爵 1964年
- アンジェリク2 ヴェルサイユへの道 1964年
- ゴールデンハンター 1965年
- アンジェリク3 太陽王とアンジェリク 1965年
- イタリア式愛のテクニック 1966年
- 愛すべき女・女たち 1967年
- アンジェリク4 金髪の女奴隷 1967年
- アンジェリク5 アンジェリクとスルタン 1967年
- アドベンチャー 1970年
- 野生の叫び 1972年
- ルンバ 1998年